# راماباي نجار
راماباي نجار رمزها «KD» (بالإنجليزية: Ramabai  Nagar  (Kanpur  Dehat))‏ ، هو تقسيم إداري لدولة الهند تتبع ولاية أتر برديش (بالإنجليزية: Uttar  Pradesh)‏ ، مركزها هو مدينة اكبربور (بالإنجليزية: Akbarpur)‏ عدد سكانها حسب تعداد سنة 2001 هو 1,584,037 ، مساحتها 3,143 كم² وكثافة السكان 504 لكل كم² .

## أعلام
- رام نات كوفيند